# Janne Holmén
Janne Sven-Åke Holmén, né le 26 septembre 1977 à Jomala, Åland, est un athlète finlandais, spécialiste du marathon.
Il a remporté le marathon à Munich en 2002 lors des Championnats d'Europe (en 2 h 12 min 04 s).